# Volkssternwarte Paderborn
Die Volkssternwarte Paderborn ist eine Volkssternwarte in der Stadt Paderborn in Ostwestfalen-Lippe. Sie befindet sich auf dem Dach des Gymnasiums Schloß Neuhaus im Schlosspark des Stadtteils Schloß Neuhaus. Die Sternwarte befindet sich 119 m ü. NN bei 51° 44′ 50" nördlicher Breite und 8° 42′ 39" östlicher Länge. Die Sternwarte bietet regelmäßige Öffnungszeiten für interessierte Besucher.

## Geschichte
Die Volkssternwarte Paderborn wurde 1971 vom Hauptschullehrer Reinhard Wiechoczek als private Astronomie-AG gegründet. 1976 erfolgte die Eintragung als Astronomische Arbeitsgemeinschaft Paderborn e. V. in das Vereinsregister. Im selben Jahr erfolgte – ebenfalls durch Reinhard Wiechoczek – die Gründung des Sonnenbeobachtungsprogramms INTER-SOL, das sich seither der Protokollierung der Sonnenaktivität durch tägliche Zählung der Sonnenfleckenaktivität widmet und heute mehr als 50 Teilnehmer auf allen Kontinenten mit Ausnahme der Antarktis hat. 1977 erhielt der Verein durch eine Spende einen Refraktor von 102 mm Öffnung, der aus den USA importiert wurde, als erstes eigenes Teleskop. 1981 erfolgte die Einrichtung eines Sonnenlabors mit Sonnenteleskop.
1982 wurde der Verein in Volkssternwarte Paderborn e. V. – Astronomische Arbeitsgemeinschaft umbenannt und bezog die noch heute genutzten Räumlichkeiten in der obersten Etage des Gymnasiums Schloß Neuhaus. Das ehemalige Hauptinstrument der Sternwarte, ein Spiegelteleskop mit 300 mm Öffnung, erhielt der Verein im gleichen Jahr als Spende. 1983 wurde mit dem Bau des Observatoriums, einer mit Stahlblech verkleideten Leimbinderkonstruktion von 4,50 Metern Durchmesser auf dem Dach des Gymnasiums begonnen, das 1984 feierlich eröffnet wurde. 1985 startete die Sternwarte die Initiative Ein Planetarium für Paderborn. Im Folgejahr wurde eine Empfangsstation für Wettersatelliten in Betrieb genommen. 1989 wurde eine 3-Meter-Parabolantenne von der Universität Paderborn übernommen. 1990 richtete die Sternwarte das Paderborner Astrologie-Tribunal als Erwiderung auf die Promotion eines Astrologen an der Universität Bielefeld aus. Im gleichen Jahr nahmen drei junge Mitglieder der Sternwarte am Wettbewerb Jugend forscht teil. Mit ihrem Thema Hypersensibilisierung von Filmen und deren Einsatz in der Astronomie erreichten sie auf regionaler Ebene den ersten und auf Landesebene den zweiten Platz. 1994 war die Sternwarte Gastgeber und Organisator des 6. Kongresses der Gesellschaft zur wissenschaftlichen Untersuchung von Parawissenschaften. 1995 wurde eine von Vereinsmitgliedern selbst entwickelte Computersteuerung für die Teleskope in Betrieb genommen. Im folgenden Jahr feierte der Verein nicht nur das Doppeljubiläum 25 Jahre Sternwarte / 20 Jahre INTER-SOL, sondern erreichte erstmals in seiner Geschichte eine Mitgliederzahl von mehr als 100. Seit 1999 wurden verschiedene Räumlichkeiten der Sternwarte durch großes ehrenamtliches Engagement der Mitglieder umfangreich renoviert.
Ab Januar 2014 wurde das Gebäude des Gymnasiums Schloß Neuhaus, auf dem sich die von der Volkssternwarte genutzten Räumlichkeiten befinden, kernsaniert. Nach Abschluss der Arbeiten wurde die Volkssternwarte am 1. Mai 2016 mit einem Tag der offenen Tür wiedereröffnet.

## Instrumentarium
Hauptinstrument der Sternwarte ist seit Oktober 2009 ein 350-mm-Spiegelteleskop mit einer Brennweite von 1600 mm, das in erster Linie zur Beobachtung lichtschwacher Himmelsobjekte dient. Zur Sonnenprojektion kommt ein Refraktor mit 102 mm Öffnung und 1500 mm Brennweite zum Einsatz. Darüber hinaus beherbergt die Sternwartenkuppel neben einem Kutter-Schiefspiegler mit 125 mm Öffnung und 3500 mm Brennweite auch einen Schaer-Refraktor mit 150 mm Öffnung und 3000 mm Brennweite, an dem mit einem H-alpha-Filter die Chromosphäre bzw. mittels eines Herschelkeils die Photosphäre der Sonne beobachtet werden kann. Seit Mai 2016 wird auch ein 80-mm-Refraktor mit 500 mm Brennweite zur Sonnenbeobachtung mit einem Kalzium-K-Filter eingesetzt. Im Sommer 2011 wurde eine zweite Beobachtungskuppel mit zwei Metern Durchmesser errichtet, die ein 254-mm-Schmidt-Cassegrain-Teleskop beherbergt, das ausschließlich Vereinsmitgliedern zur Verfügung steht. Die Sternwarte besitzt auch mehrere mobile Teleskope.